# Pouchetia parviflora
Pouchetia parviflora är en måreväxtart som beskrevs av George Bentham. Pouchetia parviflora ingår i släktet Pouchetia och familjen måreväxter. Inga underarter finns listade i Catalogue of Life.